# Teoria generală a ocupării forței de muncă, a dobânzii și a banilor
Teoria generală a ocupării forței de muncă, a dobânzii și a banilor este o carte scrisă de către economistul englez John Maynard Keynes. „Teoria generală” de regulă este considerată drept opera principală a lui Keynes și drept baza teoretică a keynesianismului.

## Vezi și
- Macroeconomie
- Keynesianism
- Modelul IS-LM

## Legături externe
- en  Introduction by Paul Krugman to The General Theory of Employment, Interest and Money, by John Maynard Keynes[nefuncțională – arhivă]
- en  Full text PDF book. (with footnotes, typeset)
- en  Online text in screen-friendly format. Arhivat în 12 octombrie 2004, la Wayback Machine. (lacks footnotes)
- en  Foreword to the German Edition of the General Theory/Vorwort Zur Deutschen Ausgabe Arhivat în 8 iunie 2007, la Wayback Machine.
- en  Full text in html5.id.toc. (with ids, table-of-contents, footnote-preview)